# IWeb
iWeb je Apple-ov program za uređivanje web stranica. Dolazi sa svakim novijim Mac OS X-om.

## Vanjske poveznice
- Apple - iWeb